# Vaidotai

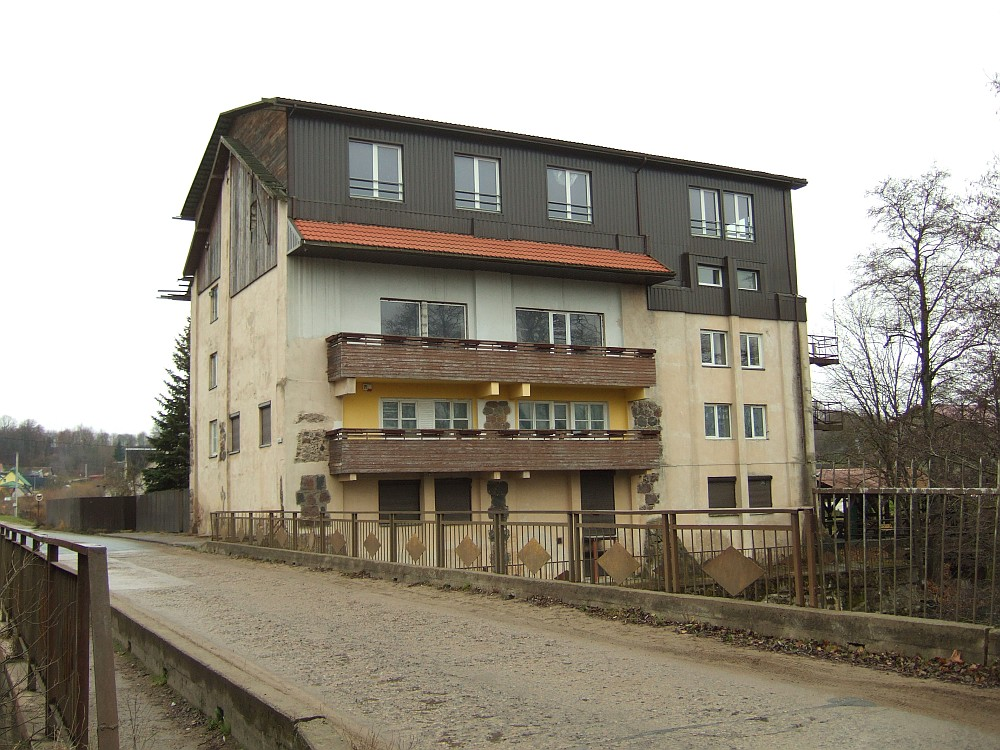
Watermolen

Vaidotai is een dorp in het zuiden van Litouwen op de zuidwestelijke grens het stedelijk rayon van de hoofdstad Vilnius. Het dorp ligt in een omgeving van productiebossen, aan de rivier de Vokė, alwaar een voormalige watermolen staat.

## Verkeer en vervoer
Het dorp wordt ontsloten door de stadsbuslijnen 3 en 8 van Vilnius. Vlak bij het dorp loopt de stedelijke hoofdweg A19.

## Bevolking
In 2011 telde Vaidotai 1268 inwoners, van wie 596 mannen en 674 vrouwen.
| Inwoners per jaar |        |
| Jaar              | Aantal |
| 1959              | 436    |
| 1970              | 522    |
| 1979              | 698    |
| 1987              | 824    |
| 1989              | 1293   |
| 2001              | 1387   |
| 2011              | 1268   |